# Somalischer Igel
Der Somalische Igel (Atelerix sclateri) ist eine wenig bekannte Igelart des afrikanischen Kontinents. Die Tiere kommen ausschließlich in Somalia vor und sind nur von wenigen Stellen belegt.

## Merkmale

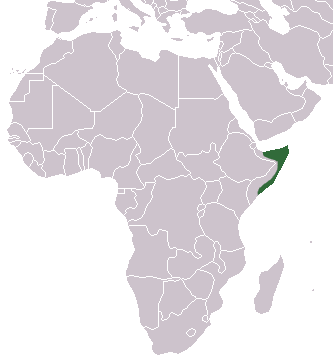
Verbreitungsgebiet des Somalischen Igels

Der Somalische Igel erreicht eine Kopf-Rumpf-Länge von 22 bis 26 cm und hat einen sehr kurzen, 1,4 bis 2 cm langen Schwanz, der hell behaart und meist nicht sichtbar ist. Die Hinterfußlänge liegt zwischen 2,5 und 2,8 cm. Die Stacheln sind dunkel und glatt. Das Bauchfell ist weißlich mit dunklen Flecken im hinteren Bereich, der Kopf ist ebenfalls weißlich. Die Ohren sind klein, rund und kürzer als die sie umgebenden Stacheln. Die Ohrlänge beträgt etwa 88 % der Hinterfußlänge. Die Beine sind kurz und von dunkler Farbe. Die Vorderfüße haben fünf Zehen, die Hinterfüße vier. Der erste Zeh ist klein. Der dritte Prämolar hat zwei Zahnwurzeln. Der Weißbauchigel (A. albiventris), dessen Verbreitungsgebiet sich weiter westlich anschließt, hat dagegen helle Beine.

## Lebensraum
Der Somalische Igel ist nur von wenigen Orten im Norden Somalias bekannt. Die meisten liegen in der Küstenebene, wo er relativ häufig sein soll, der höchstgelegene befindet sich in 1360 Metern Höhe über dem Meeresspiegel in den Bergen bei Sheik südöstlich von Berbera. Der gesamte Lebensraum ist wüstenartig und von hoher  Aridität geprägt. Verhalten und die Lebensweise sind bisher nicht erforscht. Man kann davon ausgehen, dass sie mit denen anderer Igel aus trockenen Klimaten übereinstimmen.

## Gefährdung
Die IUCN listet den Somalischen Igel als nicht gefährdet (Least Concern). 